# Karl Wever
Karl O. E. Wever (* 15. Juli 1882 in Wilhelmsort; † 1965) war ein deutscher Jurist und Staatsbeamter. Er war unter anderem von 1921 bis 1923 ständiger Stellvertreter des Staatssekretärs der Reichskanzlei.

## Leben
Wever war der Sohn des Rittergutsbesitzers Arnold Wever, der zeitweise als Direktor der deutschen Ansiedlungsbank amtierte, und seiner Ehefrau Martha, geborene Dreßler. Sein jüngerer Bruder war der General und zeitweise Stabschef der Luftwaffe Walther Wever. Nach dem Besuch des Humanistischen Gymnasiums Steglitz, das er 1902 mit dem Abitur verließ, studierte Wever Rechtswissenschaften an der Universität Berlin. 1906 bestand er die Referendarprüfung. Anschließend absolvierte er den juristischen Vorbereitungsdienst beim Amtsgericht Berlin-Lichterfelde und beim Landgericht Berlin II. Nach der Ernennung zum Gerichtsassessor wurde Wever ab 1911 als Hilfsarbeiter bei der Handelskammer Berlin und dem Magistrat von Charlottenburg beschäftigt.
1912 wechselte Wever als Regierungsassessor zum Landratsamt Niederbarnim, wo er bis zum Dezember 1914 blieb. Seit diesem Zeitpunkt war er zunächst als kommissarischer, dann als ständiger Hilfsarbeiter beim Reichsamt des Innern tätig, in dem er mit der Leitung des Referates für Seeschifffahrt betraut wurde. In dieser Stellung machte er sich einen Namen durch die Erarbeitung zweier Gesetzesvorlagen für Postdampfersubvention und zur Verbesserung der Sicherheit auf See. Zum 27. Januar 1918 erhielt Wever eine Stellung als Regierungsrat im Reichswirtschaftsamt bzw. – nach der Umbenennung dieser Behörde im Jahr 1919 – beim Reichswirtschaftsministerium, wo er bis zum 30. Juni 1919 blieb.
Zum 1. Juli 1919 wurde Wever auf Veranlassung des Staatssekretärs Albert in die Reichskanzlei versetzt, in der in den folgenden vier Jahren Dienst als höherer Beamter tat. Während dieser Zeit wurde er nacheinander zum Geheimen Regierungsrat, Ministerialrat und Vortragenden Rat befördert. Von November 1921 bis Juli 1923 amtierte er insbesondere als ständiger Stellvertreter des Staatssekretärs der Reichskanzlei. In dieser Stellung sowie als Wirtschaftsexperte nahm er unter anderem an der Reparationskonferenz in Genua im Jahr 1922 teil.
Am 19. August 1923 wurde Wever aus gesundheitlichen Gründen in den einstweiligen Ruhestand versetzt. Nach seiner Genesung wurde er am 1. Februar 1925 als Ministerialdirigent in den Dienst des Reichsfinanzministeriums gestellt, in dem er vom 1. Februar 1925 bis 8. Mai 1945 die Besoldungs- und Liegenschaftsabteilung bzw. nach einer Umgliederung des Ministeriums im Jahr 1937 die vergrößerte Abteilung „Besoldung“ (IV) leitete. In dieser Eigenschaft wurde er am 22. April 1937 zum Ministerialdirektor befördert. Besondere Wertschätzung brachte der von 1932 bis 1945 amtierende Finanzminister Lutz Graf Schwerin von Krosigk Wever entgegen, der ihn als einen besonders sachkundigen Mann zu einem seiner engsten Mitarbeiter machte.
Während des Zweiten Weltkriegs war Wever in die Organisation der Beschäftigung von Zwangsarbeitern im deutschen Reichsgebiet involviert. Außerdem war er Vertreter des Reichsfinanzministeriums im sogenannten „Dreierausschuss“ aus Reichskanzlei, Reichsfinanzministerium und Reichswirtschaftsministerium, dem im Zuge des 1943 proklamierten „totalen Krieges“ die Koordinierung der Kriegsfinanzierung und der Vereinfachung der Verwaltung übertragen wurde. Mit wesentlicher Unterstützung durch den Exponenten der Reichskanzlei Friedrich Kritzinger gelang diesem Gremium, dem Reichsfinanzministerium „wenigstens einen Teil seiner früheren starken Position in Etatsachen zurück[zu]erobern“.
Wevers Nachlass, der unter anderem seine bislang unveröffentlichten Erinnerungen enthält, wird heute als N 1203 im Bundesarchiv in Koblenz verwahrt.